# گوک‌خان اوزاغوز
گوک‌خان اوزاغوز (به ترکی استانبولی: Gökhan Özoğuz) (متولد ۱۱ اکتبر ۱۹۷۶) خواننده اصلی و گیتاریست گروه موزیک آتنا می‌باشد. وی یک برادر دوقلو به نام هاکان دارد که از اعضا و بنیانگذاران این گروه می‌باشند.
او سبک‌های مختلفی از موسیقی از قبیل ریتم و بلوز به پانک راک کار می‌کند.
گوک‌خان در محله فنرباغچه استانبول به دنیا آمده است و تحصیلات خود را در دانشگاه آنادولو به پایان رسانده است.
گوک‌خان به همراه برادر دوقلویش یکی از پنج داور برنامه او سس ترکیه در فصل پنجم آن می‌باشد که هم‌اکنون بر رویی کانال ۸ ترکیه در حال پخش می‌باشد . این برنامه نسخه ترکی برنامه The Voice می‌باشد.
وی در ۲۹ دسامبر ۲۰۱۲ با ملیس اولکان ازدواج کرد و در ۴ ژوئیه ۲۰۱۳ صاحب یک فرزند دختر شدند.

## آلبوم‌ها
- Holigan ۱۹۹۲
- One Last Breath ۱۹۹۳
- Tam Zamanı Şimdi ۱۹۹۸
- Mehteran Seferi (EP) ۲۰۰۱
- Her Şey Yolunda ۲۰۰۲
- US ۲۰۰۴
- Athena ۲۰۰۵
- İT (EP) ۲۰۰۶
- 100 Şerefli Yıl (EP) ۲۰۰۷
- Pis ۲۰۱۰
- Altüst ۲۰۱۴

## فیلم شناسی
- ظ Şimdi Aففافقسفاskیفاer, (ظفاگوکان)
- O Şimdi Mاقفاقahkقشالافum, (آتنایا یابفل)
- Tramvay (filmفثحخلثخشفا)|Traایظفانفاختیخنلحçıklar